# Dennis Babbage

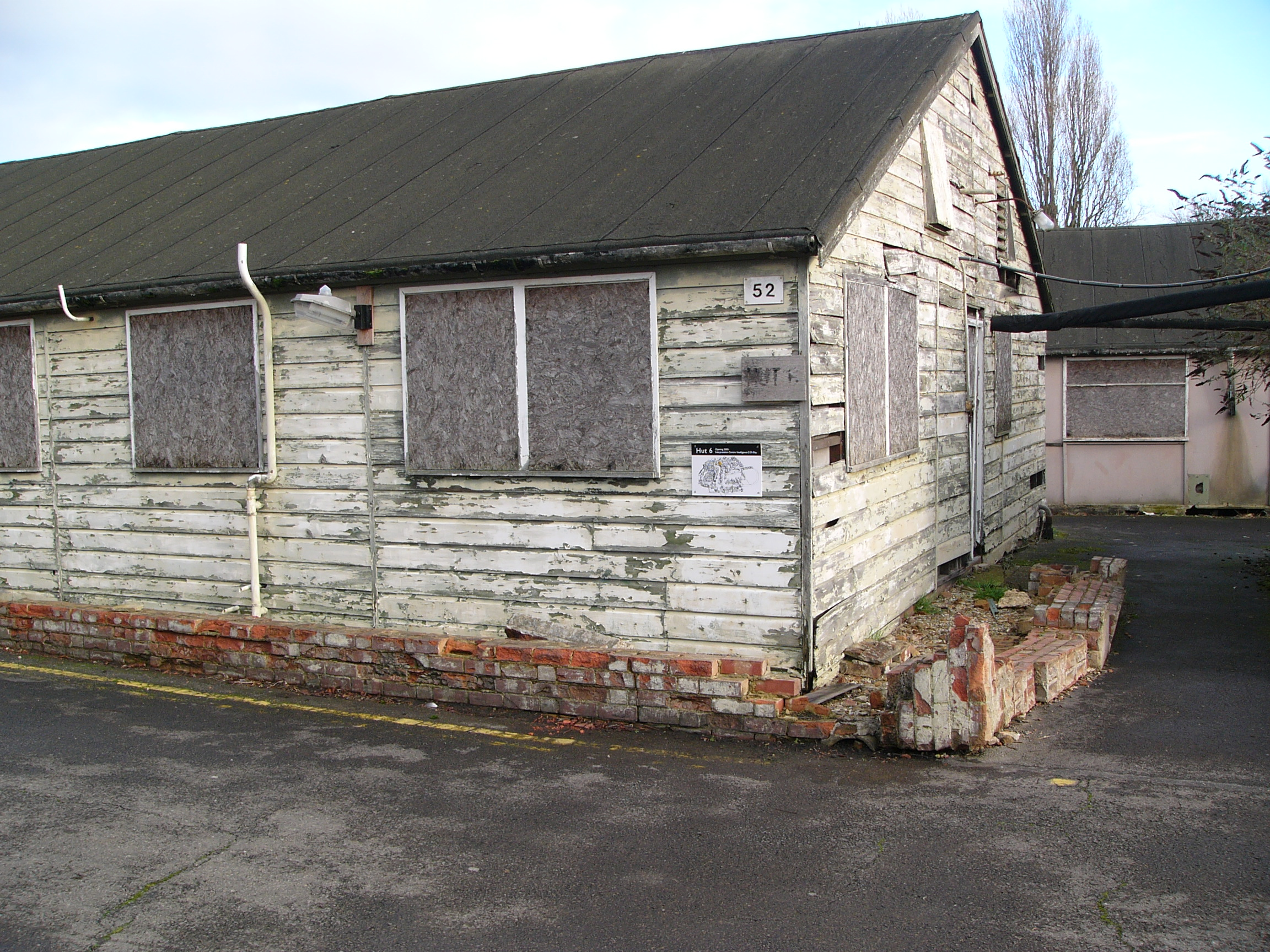
Die legendäre Hut 6 war der hauptsächliche Arbeitsplatz von Dennis Babbage in Bletchley Park

Dennis William Babbage (* 26. April 1909; † 9. Juni 1991 in Cambridge) war ein britischer Mathematiker und Kryptoanalytiker. Während des Zweiten Weltkrieges arbeitete er in der Government Code and Cypher School (GC&CS) (deutsch etwa: „Staatliche Code- und Chiffrenschule“) im englischen Bletchley Park (B.P.), also der militärischen Dienststelle, die sich erfolgreich mit der Entzifferung des deutschen Nachrichtenverkehrs befasste. Er trug dort wesentlich zum Bruch der deutschen Rotor-Schlüsselmaschine ENIGMA bei.
Für den Fehler der deutschen Verschlüssler, als Spruchschlüssel die Grundstellung zu wählen, prägte er den Spitznamen „JABJAB“.

## Bletchley Park

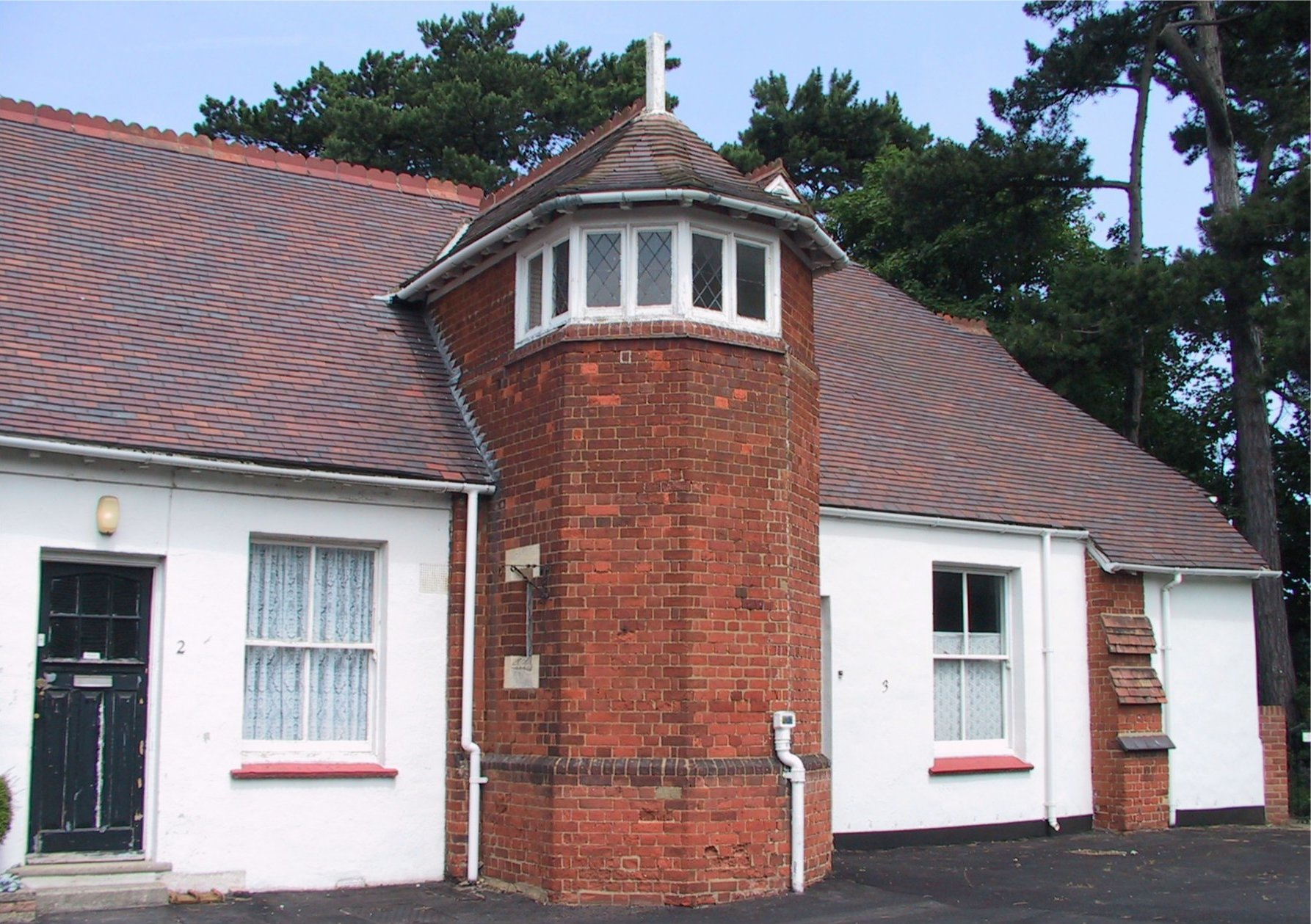
In den ersten Monaten arbeitete Dennis Babbage in diesem Gebäude (engl.: The Cottage) zusammen mit Dilly Knox an der Entzifferung der ENIGMA

Dennis Babbage studierte ab 1927 am Magdalene College in Cambridge, wurde dort 1933 mit der Schrift Rational and Elliptic Cremona Transformations of Space of Three Dimensions with Extensions to Higher Space promoviert und kam als aktiver Armeeoffizier kurz nach der ersten Kriegsweihnacht (im Jahr 1939) ins 70 km nordwestlich von London gelegene Bletchley. Er arbeitete zunächst einige Zeit mit Dillwyn „Dilly“ Knox im sogenannten cottage (einem kleinen Landhäuschen auf dem Gelände von B.P.), bevor er im Jahr 1940 als einer der ersten „Zaubermeister“ (im Original: „wizards“ genannt) den Codeknackern von Hut 6 (deutsch: Baracke 6) zugeteilt wurde, also der neu gegründeten Organisationseinheit von B.P., die sich unter Leitung von Gordon Welchman und seinem Stellvertreter Conel Hugh O’Donel Alexander mit der Entzifferung der vom deutschen Heer und der Luftwaffe mit der ENIGMA I verschlüsselten Funksprüche befassen sollte. Er avancierte zu einem der führenden Köpfe des dortigen kryptanalytischen „Maschinenraums“ und wurde der anerkannte Experte für die Methodiken zum täglichen Bruch der ENIGMA-Schlüssel. Zusammen mit Hugh Alexander und Stuart Milner-Barry gehörte er zum management team von Gordon Welchman.
Anfang 1940 war B.P. noch weit davon entfernt, die deutschen Funksprüche routinemäßig „knacken“ zu können. Insbesondere gab es noch kaum maschinelle Unterstützung für die britischen Codebreakers, wie sie erst später in Form der von Alan Turing ersonnenen und durch Gordon Welchman weiter verbesserten elektromechanischen „Knack-Maschine“, der sogenannten Bombe, verfügbar wurde.
Eine der wichtigsten Quellen war zu dieser Zeit ein von der deutschen Luftwaffe betriebenes Schlüsselnetz, dem die britischen Codeknacker den Decknamen Red (deutsch: Rot) gegeben hatten. Durch Entzifferung der Funksprüche dieses Schlüsselnetzes erlangten die Briten wichtige Informationen über anstehende Luftangriffe, die die Zerstörung der britischen RAF und die Erlangung der deutschen Luftherrschaft über England (Battle of Britain) zum Ziel hatten. Dies galt als Voraussetzung für die für September 1940 unter dem Decknamen „Unternehmen Seelöwe“ geplante Invasion Englands durch die Wehrmacht.

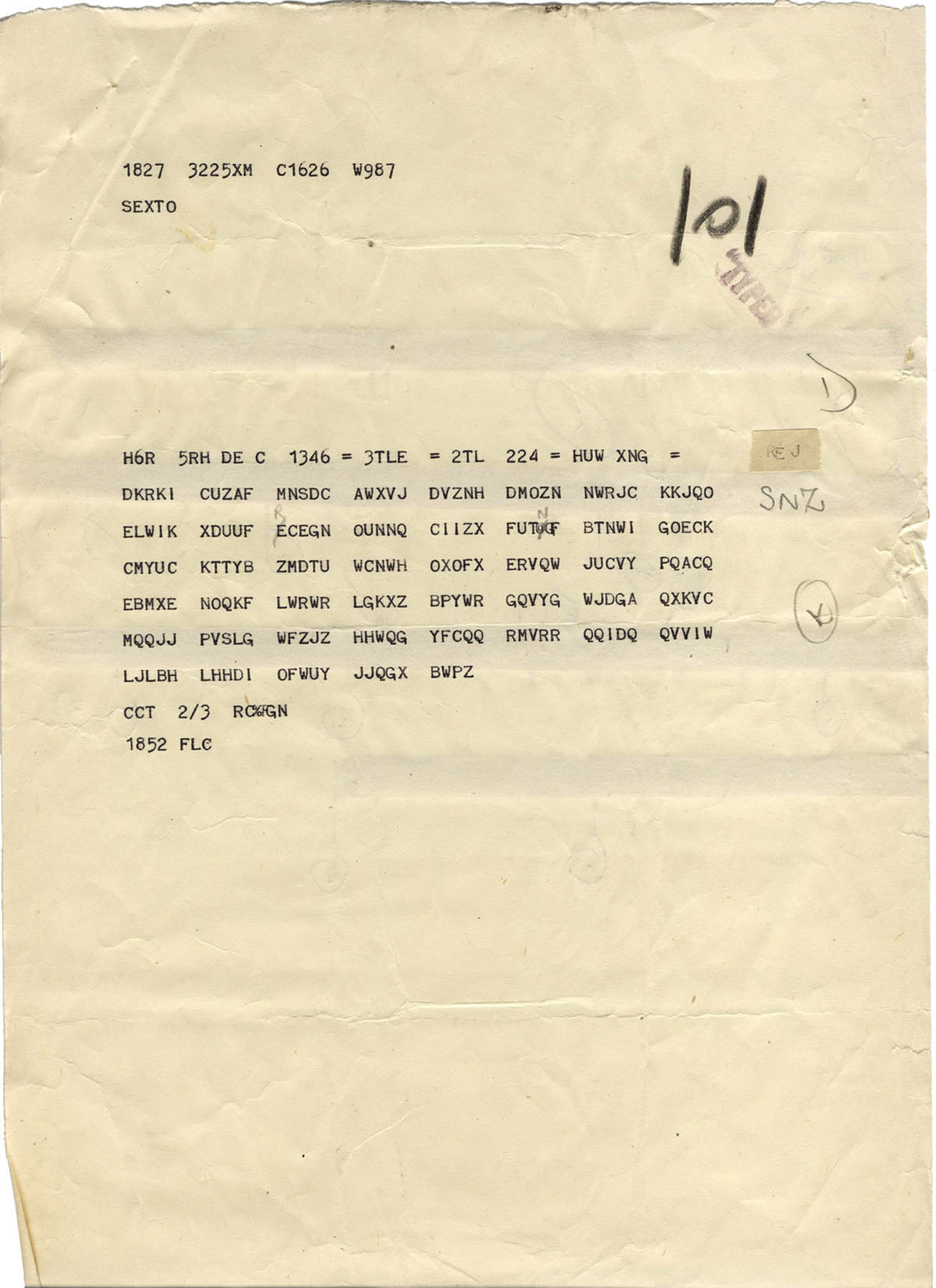
In Bletchley Park abgefangener ENIGMA-Funkspruch (Zweiter Teil eines dreiteiligen Spruchs)

Im Sommer 1940 gab es noch keine betriebsfähigen Bomben und die Kryptoanalytiker waren gezwungen, sich manueller Methoden zu bedienen, um die deutschen Funksprüche zu brechen. Die Verfahren waren äußerst mühsam, langsam und fehleranfällig. Einer der gebrochenen Funksprüche berichtete davon, dass die Deutschen planten, eine neue Umkehrwalze (UKW) statt der gewohnten UKW B in die ENIGMA einzusetzen. Die britischen Codeknacker hatten ihr bereits lautmalerisch den Spitznamen Uncle Walter (deutsch: „Onkel Walter“) gegeben. Während der Spätschicht an einem dieser Sommerabende hatte Dennis Babbage, als Leiter der Schicht, einen sehr langen mehrteiligen Funkspruch erhalten, der unentzifferbar schien, obwohl er anhand des Spruchkopfs eindeutig als zum Schlüsselkreis Red zugehörig erkannt wurde. Durch Bruch weiterer Funksprüche war bereits der Tagesschlüssel bekannt, den die Deutschen um Mitternacht wechselten und der für einen ganzen Tag innerhalb eines Schlüsselnetzes gültig blieb. Babbage untersuchte die Spruchköpfe aller Teile des Funkspruchs, identifizierte den Absender und vermutete – wie sich etwas später herausstellte, völlig korrekt – die vom Absender gewählte geheime Walzenanfangsstellung der Sprüche. Dies führte in der Folge nicht nur zur Entzifferung des Funkspruchs, sondern, noch viel wichtiger, zur Identifizierung und vollständigen Rekonstruktion der bis dahin noch unbekannten Verdrahtung der neuen UKW C.
Nach dem Krieg arbeitete Dennis Babbage als Professor für Mathematik an der Universität Cambridge. Für seine Verdienste im Zweiten Weltkrieg wurde er in den Order of the British Empire (MBE) aufgenommen.